# Turneul celor Șase Națiuni din 2012
Turneul celor Șase Națiuni din 2012, cunoscut sub numele de 2012 RBS 6 Nations datorită sponsorului turneului, Royal Bank of Scotland, a fost cea de a 13-a ediție a Turneului celor Șase Națiuni, campionatul anual de rugby din emisfera nordică.
La acestă ediție au participat campioana en-titre Anglia, Franța, Irlanda, Italia, Scoția și Țara Galilor. Incluzând competițiile inițiale Turneul Home Nations și Turneul celor Cinci Națiuni, acesta a fost cea de a 118-a ediție a turneului. Țara Galilor a câștigat turneul, obținând cel de-al treilea Grand Slam. 

## Echipe participante
| Țara         | Stadion               | Stadion    | Stadion     | Antrenor             | Căpitan                 |
| Țara         | Stadion propriu       | Capacitate | Oraș        | Antrenor             | Căpitan                 |
| ------------ | --------------------- | ---------- | ----------- | -------------------- | ----------------------- |
| Anglia       | Stadionul Twickenham  | 82,000     | Londra      | Stuart Lancaster     | Chris Robshaw           |
| Franța       | Stade de France       | 81,338     | Saint-Denis | Philippe Saint-André | Thierry Dusautoir       |
| Irlanda      | Aviva Stadium         | 51,700     | Dublin      | Declan Kidney        | Rory Bes/Paul O'Connell |
| Italia       | Stadio Olimpico       | 73,261     | Roma        | Jacques Brunel       | Sergio Parisse          |
| Scoția       | Stadionul Murrayfield | 67,144     | Edinburgh   | Andy Robinson        | Ross Ford               |
| Țara Galilor | Millennium Stadium    | 74,500     | Cardiff     | Warren Gatland       | Sam Warburton           |

## Clasament
| Loc | Echipa       | Jocuri | Jocuri   | Jocuri  | Jocuri     | Puncte | Puncte    | Puncte    | Eseuri | Puncte clasament |
| Loc | Echipa       | Jucate | Victorii | Egaluri | Înfrângeri | Pentru | Împotrivă | Diferență | Eseuri | Puncte clasament |
| --- | ------------ | ------ | -------- | ------- | ---------- | ------ | --------- | --------- | ------ | ---------------- |
| 1   | Țara Galilor | 5      | 5        | 0       | 0          | 109    | 58        | +51       | 10     | 10               |
| 2   | Anglia       | 5      | 4        | 0       | 1          | 98     | 71        | +27       | 7      | 8                |
| 3   | Irlanda      | 5      | 2        | 1       | 2          | 121    | 94        | +27       | 13     | 5                |
| 4   | Franța       | 5      | 2        | 1       | 2          | 101    | 86        | +15       | 8      | 5                |
| 5   | Italia       | 5      | 1        | 0       | 4          | 53     | 121       | −68       | 4      | 2                |
| 6   | Scoția       | 5      | 0        | 0       | 5          | 56     | 108       | −52       | 4      | 0                |

## Meciuri

### Etapa 1
| 4 februarie 2012 | Franța  | 30–12 | Italia       | Stade de France, Paris           |
| 4 februarie 2012 | Scoția  | 6–13  | Anglia       | Stadionul Murrayfield, Edinburgh |
| 5 februarie 2012 | Irlanda | 21–23 | Țara Galilor | Aviva Stadium, Dublin            |

### Etapa a 2-a
| 11 februarie 2012 | Italia       | 15–19 | Anglia  | Stadio Olimpico, Roma       |
| 4 martie 20121    | Franța       | 17–17 | Irlanda | Stade de France, Paris      |
| 12 februarie 2012 | Țara Galilor | 27–13 | Scoția  | Millennium Stadium, Cardiff |

1 Anulat din cauza terenului impracticabil. Primul astfel de eveniment în 27 de ani. Meciul a fost reprogramat de la 11 februarie. 

### Etapa a 3-a
| 25 februarie 2012 | Irlanda | 42–10 | Italia       | Aviva Stadium, Dublin            |
| 25 februarie 2012 | Anglia  | 12–19 | Țara Galilor | Stadionul Twickenham, Londra     |
| 26 februarie 2012 | Scoția  | 17–23 | Franța       | Stadionul Murrayfield, Edinburgh |

### Etapa a 4-a
| 10 martie 2012 | Țara Galilor | 24–3  | Italia | Millennium Stadium, Cardiff |
| 10 martie 2012 | Irlanda      | 32–14 | Scoția | Aviva Stadium, Dublin       |
| 11 martie 2012 | Franța       | 22–24 | Anglia | Stade de France, Paris      |

### Etapa a 5-a
| 17 martie 2012 | Italia       | 13–6 | Scoția  | Stadio Olimpico, Roma        |
| 17 martie 2012 | Țara Galilor | 16–9 | Franța  | Millennium Stadium, Cardiff  |
| 17 martie 2012 | Anglia       | 30–9 | Irlanda | Stadionul Twickenham, Londra |